# Bpt (azienda)
CAME Bpt è uno storico marchio di un'azienda metalmeccanica italiana che opera in apparecchiature elettriche per il comfort abitativo (termostati e cronotermostati), per la sicurezza (citofoni, videocitofoni, impianti di antintrusione, antincendio, antigas e videosorveglianza), nonché in soluzioni integrate per il controllo di luce, audio, climatizzazione e sicurezza. Nel 2011 è entrata a far parte del gruppo CAME.

## Storia
CAME Bpt (Bpt è acronimo di Brevetti Plozner Torino) viene fondata nel 1953 da Lisio Plozner per la produzione e commercializzazione di brevetti originali tra cui i campanelli porta-nome retroilluminati (1953) e l'accendigas Flint (1968). Di particolare rilevanza il brevetto del cronotermostato digitale a cursori TH 24 (1983), che consente la gestione della temperatura nelle abitazioni sulla base di fasce orarie ottimizzando comfort e consumi energetici.
Diverse sono le innovazioni che l'azienda propone per migliorare la qualità della vita nell'abitazione: il videocitofono che si può inserire in una scatola da incasso standard, Nova (1983), il videocitofono touch-screen e terminale domotico Mitho (2008), il posto esterno componibile Thangram (2009) e il videocitofono a parete Perla (2011).
A partire dal 2000 l'azienda integra le diverse tecnologie acquisite ed entra nel mercato della domotica.
Nel 2003 Bpt acquisisce Brahms e Pinkerton, specializzate nel settore della sicurezza e dell'antintrusione. Nel 2008 viene inaugurata la nuova palazzina uffici direzionale, completamente domotica e con una particolare attenzione al risparmio energetico, perseguito attraverso riscaldamento/raffrescamento diviso in oltre cento zone distinte e illuminazione con oltre 1.700 led (che garantiscono un risparmio energetico di circa il 35%). L'insieme dei sensori presenti nell'impianto sono in studio con il Dipartimento di Ingegneria Civile dell'Università di Trento, con l'obiettivo di massimizzare il comfort per i dipendenti e il risparmio energetico.
Da dicembre 2011 il gruppo BPT viene acquisito al 100% da CAME, interlocutore globale nel mercato dell'automazione e della sicurezza degli ambienti domestici e collettivi e dei grandi spazi pubblici, di proprietà della famiglia Menuzzo e con sede principale a Dosson di Casier (TV).

## L'azienda
CAME Bpt opera sul mercato italiano e su quello mondiale in 50 Paesi, con consolidate partnership in Sudafrica, Emirati Arabi Uniti, India e Slovenia.
I prodotti principali realizzati e commercializzati sono: citofoni, videocitofoni, cronotermostati, sistemi di sicurezza, illuminazione a led e terminali domotici.
La sede principale è a Sesto al Reghena (PN), dove lavorano circa 100 dipendenti, suddivisi tra progettazione, qualità, marketing, commerciale e uffici amministrativi. Dal 1º gennaio 2014 anche le attività di manufacturing e magazzino materie prime (ulteriori 100 dipendenti circa) vengono trasferite definitivamente dallo storico stabilimento produttivo di Cinto Caomaggiore (VE), nel nuovo stabilimento di Sesto al Reghena (PN), costruito a tempo di record (in dieci mesi) adiacente al Centro Direzionale.